# 8887 Scheeres
A 8887 Scheeres (ideiglenes jelöléssel 1994 LK1) a Naprendszer kisbolygóövében található aszteroida. Eleanor F. Helin fedezte fel 1994. június 9-én.